# Intercambiador (Santa Cruz de Tenerife)
Der Intercambiador de Transportes de Santa Cruz de Tenerife besteht aus einem Busbahnhof, der Endhaltestelle der Straßenbahn und einem Parkhaus mit 1416 Stellplätzen. Die Aufgabe des im Jahr 2006 an der Stelle der alten Estación de Guaguas (Busbahnhof) errichteten Gebäudes ist es, dem Fahrgast den Wechsel zwischen verschiedenen Transportmöglichkeiten zu erleichtern. Es liegt gegenüber dem Kaufhaus Corte Inglés und dem Rascaciellos zwischen der Avenida Tres de Mayo, der Calle Fomento und der Calle Victor Zurita Soler.
Das Gebäude hat sechs Stockwerke, von denen das dritte in Richtung Osten und das sechste in Richtung Westen ebenerdig sind. Auf der Ebene −2 befinden sich Parkmöglichkeiten und Lagerräume, auf der Ebene −1 sind neben den Parkmöglichkeiten ein Wasser und ein Treibstofflager untergebracht. Auf der Ebene 0 ist die Eingangshalle mit Geschäften und Dienstleistungseinrichtungen für den Reisenden. Außerhalb des Gebäudes befindet sich auf dieser Ebene die Endhaltestelle der Straßenbahn nach La Laguna sowie einige Bushaltestellen für Zubringerbusse z. B. zu den Fähren. Auf den Ebenen 1 gibt es außer dem Parkbereich Büros. Auf der Ebene 2 ist die Endhaltestelle eines großen Teils der örtlich in Santa Cruz verkehrenden Busse. Die Endhaltestellen der Überlandbusse in den Süden und in den Norden der Insel sind auf der Ebene 3.
Als Besonderheit diese Verkehrsknotenpunktes gilt die preisgünstige Möglichkeit des Park and ride, wobei die Parkgebühren mit den Bus- bzw. Straßenbahngebühren verrechnet werden. Sowie die aufeinander abgestimmten Umsteigemöglichkeiten zwischen den Überlandbuslinien des Nordens und des Südens, den örtlichen Buslinien und der Straßenbahn.